# 松井田町峠
松井田町峠（まついだまちとうげ）は、群馬県安中市の地名。旧碓氷郡松井田町大字峠にあたる地名である。郵便番号は389-0121。
旧碓氷峠がある。住宅がないため、安中市の住民基本台帳 人口及び世帯数(町別)や国勢調査(小地域)の境界データに当町の記述はない。また、市外局番は安中市の027ではなく、小諸MAの0267である。

## 地理
子持山西方、一ノ字山南東麓の山間部に位置する。長野県との県境にあり、旧松井田町のなかでは面積が一番小さい。

## 歴史
碓氷峠の熊野神社を祀る社家町である。古代は交通の要衝だった。
この地名は江戸時代頃からあり、安中藩領だった。熊野権現社地として除地にされ、高付けはなかった。

### 年表
- 1889年 町村制施行により碓氷郡松井田町、臼井町、坂本町、西横野村、九十九村、細野村が成立し、碓氷郡坂本町となる
- 1954年 松井田町、臼井町、坂本町、西横野村、九十九村、細野村の6町村が合併して新たに碓氷郡松井田町峠となる。
- 2006年3月18日 松井田町が安中市と合併し、安中市松井田町峠となる。

## 教育
市立小・中学校に通う場合、学区は以下の通りとなる。
| 番地 | 小学校               | 中学校               |
| ---- | -------------------- | -------------------- |
| 全域 | 安中市立松井田小学校 | 安中市立松井田中学校 |

## 交通

### 鉄道
町内に鉄道駅はない。

### 道路
国道・県道 共にない。
群馬県側とは旧中山道の徒歩道だけでつながっており、自動車は長野県側から来る必要がある。

## 施設
- 熊野神社